# Oreocharis delavayi
Oreocharis delavayi är en tvåhjärtbladig växtart som beskrevs av Adrien René Franchet. Oreocharis delavayi ingår i släktet Oreocharis och familjen Gesneriaceae. Inga underarter finns listade i Catalogue of Life.